# La Maison du péril
Pour les articles homonymes, voir La Maison du péril (homonymie).
La Maison du péril (titre original : Peril at End House) est un roman policier écrit par Agatha Christie qui se déroule en Angleterre, dans la station balnéaire imaginaire de St Loo, et qui met en scène le détective Hercule Poirot et son acolyte, le capitaine Hastings. Le roman a d'abord été publié en février 1932 aux États-Unis, puis le mois suivant au Royaume-Uni. Il est publié deux ans plus tard, en 1934, en France.

## Résumé
End House, une magnifique maison perchée sur les falaises de Cornouailles, est la propriété de Nick Buckley, une jeune femme pétillante qui semble bien avoir besoin d'aide. Elle a invité des amis à passer quelques jours chez elle, mais plusieurs tentatives de meurtre dirigées contre elle viennent émailler le séjour. Lorsqu'un coup de feu semble tiré sur la jeune femme dans le jardin d'un hôtel voisin où séjournent Hercule Poirot et le capitaine Hastings, le détective belge ne peut s'empêcher d'intervenir et de mettre à contributions ses « petites cellules grises ». Qui peut donc en vouloir à la jolie Miss Buckley ? Et pourquoi cherche-t-on à l'éliminer ? Avec son talent unique, Poirot va fouiller dans les vies complexes des invités d'End House, pour mettre au jour quantité de mensonges.

## Personnages
- Hercule Poirot : célèbre détective belge
- Capitaine Hastings : ami fidèle de Poirot
- Inspecteur Japp : policier de Scotland Yard
- Magdala (Nick) Buckley : charmante jeune femme victime de tentatives de meurtres
- Maggie Buckley : cousine de la précédente, qui meurt au chapitre 8 (« Le Châle Fatal»)
- Les Croft : locataires d'un pavillon de la maison
- Freddie : meilleure amie de Nick
- Ellen : femme de ménage de Miss Nick Buckley
- Charles Vyse : cousin de Magdala Buckley du côté de sa mère
- Commandant Challenger : amoureux de Miss Nick
- M. Lazarus : soupirant[Quoi ?] de Freddie
- Michael Seton : célèbre aviateur britannique

## Élaboration du roman

### Écriture
Agatha Christie écrit dans Une autobiographie (1977) :

« La Maison du péril est un autre de mes livres qui m'a laissé si peu d'impressions que je me souviens à peine l'avoir écrit. Il est possible que j'aie ressassé l'intrigue quelque temps, une habitude chez moi : voilà pourquoi, ensuite, j'ai souvent du mal à retrouver le moment précis où le livre a été écrit et publié. »

— Agatha Christie, Une autobiographie
Les notes de Agatha Christie sur ce roman sont contenues dans les carnets nos 59 et 68 découverts par John Curran. L'intrigue dans ces carnets est assez proche de l'aspect final du roman. Seuls les noms des personnages diffèrent, comme Egg Beresford qui devient Nick Buckley.

### Dédicace
Le roman est dédié à l'écrivain anglais Eden Phillpotts. Il fut présent lors de l'enfance d'Agatha Christie et l'encouragea à écrire.